# Pep Duran Esteva

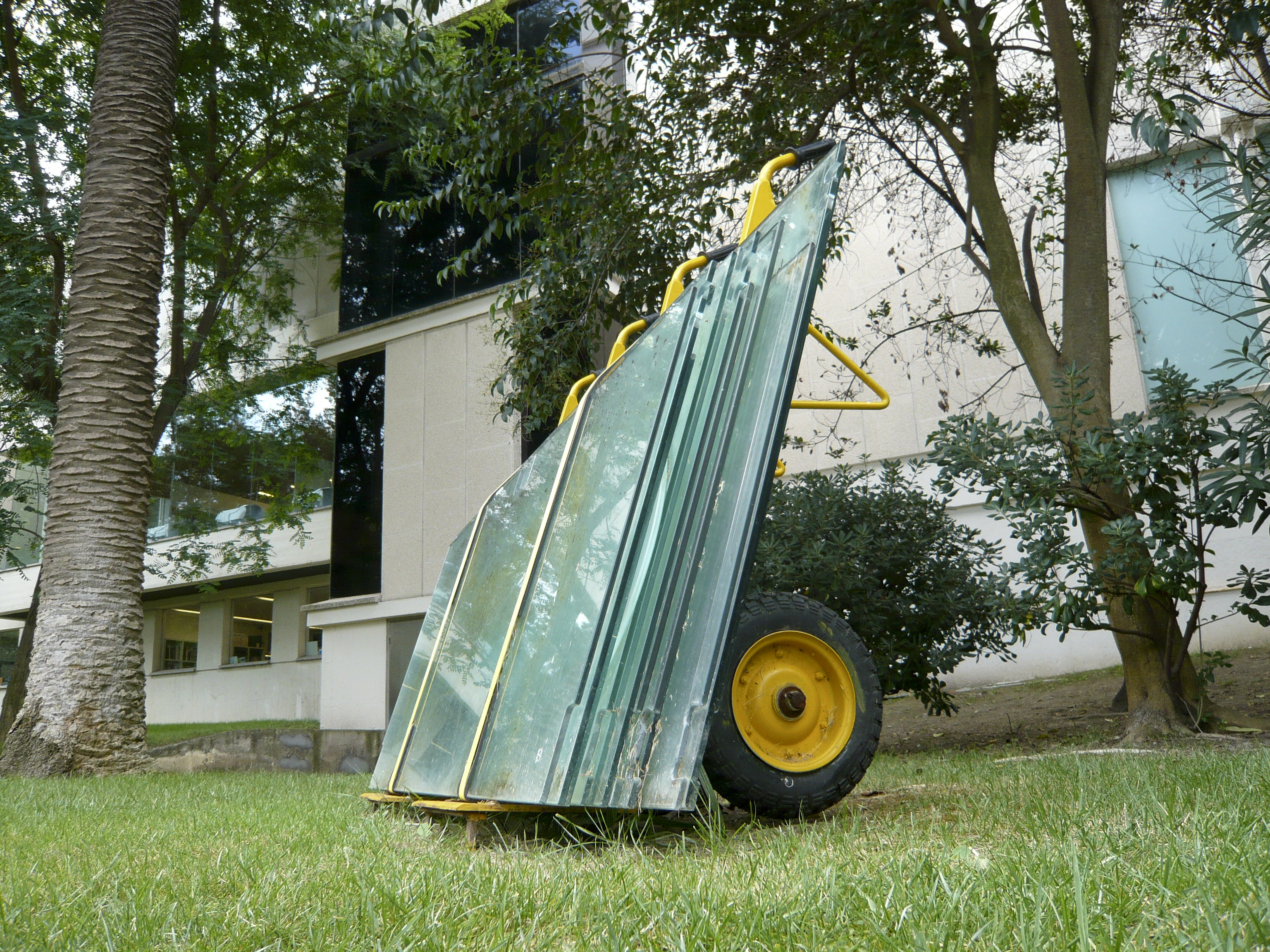
Tansparent, el paisatge (1990), en el jardín de esculturas situado junto a la Fundación Joan Miró.

Pep Duran Esteva (Villanueva y Geltrú, Barcelona; 1955) es un escultor, pintor y escenógrafo español, ha participado en numerosas producciones teatrales y cinematográficas desde 1977. Sus primeros estudios fueron en la Escuela de Formación Artística de Vilanova i Geltrú, en 1970 fija su residencia en Barcelona y se matricula en el Instituto de Teatro, teniendo como profesores a Fabià Puigserver y Lago Pericot, actualmente, en 2021, es profesor en dicho Instituto. 
En 1978 realiza su primera exposición en Barcelona, en la galería Adrià y además de numerosas galerías en la Fundación Miró de Barcelona, la Whitechapel Art Gallery de Londres o el Koldo Mitxelena Kulturenea de San Sebastián, entre otros museos, fundaciones y centros de arte contemporáneo. Su trayectoria como artista desde sus inicios se centra en el trabajo de la construcción, la representación y el espacio. Ha destacado su capacidad de transfigurar la escultura transformándola en instalación y arquitectura hasta llegar a un punto de simbiosis entre ambas. .A Pep Duran le interesa todo lo relacionado con el paso del tiempo, el espacio y el relato, a través de mostrar diversos objetos cotidianos que evocan épocas pretéritas, así como fragmentos olvidados o extraviados que guarden relación con su propia existencia. Reconstruir el pasado, representándolo mediante infinidad de elementos que tengan algún vínculo entre ellos y a la vez que puedan servir para narrar una historia, es lo que el artista ofrece en sus instalaciones efímeras y en sus collages.
En 2011 presentó una instalación en la Capella del Museo de Arte Contemporáneo de Barcelona (MACBA) titulada Una cadena de acontecimientos, que consistía en mostrar 100 moldes cerámicos trabajados conjuntamente con el ceramista  Antoni Cumella Vendrell. Una parte de esta instalación –Retablo laico- se encuentra en el atrio de la Universidad Autónoma de Barcelona y la otra parte –Moldes del recuerdo (pieza escrita)- está instalada en el Centro de Arte Contemporáneo La Sala de Vilanova i Geltrú. En esta obra el artista daba importancia al proceso creativo. También tiene esculturas en espacios públicos en San Baudilio de Llobregat, Barcelona, Las Palmas y en el Jardín de Esculturas de la Fundación Miró de Barcelona. 
Sus trabajos como escenógrafo y director artístico son igualmente importantes. En 1989 se le concedió el Premio de Cinematografía de la Generalidad de Cataluña como mejor técnico por el vestuario de la película Luces y sombras  de Jaime Camino. En el 2002 recibió el Premio del público de Tarragona  a la mejor escenografía por La filla del mar y en 2005 obtuvo los premios de la Crítica de Teatro por la obra Les variacions Goldberg, Valencia y Serra d’Or al mejor espectáculo por UUUUH¡, Barcelona. Participando en diversos proyectos teatrales, entre ellos en el Teatre Lliure de Barcelona y con el grupo El Tricicle.